# Rozen Maiden
Rozen Maiden (ローゼン・メイデン) là một manga của nhóm Peach-Pit, đã được hãng NOMAD chuyển thành anime, phát sóng trên kênh TBS và BS-i. Ông Asō Tarō, cựu Bộ trưởng Ngoại giao Nhật Bản, rất khoái Rozen Maiden, và đã từng bị bắt gặp đang đọc manga này ở sân bay, do đó có biệt danh là "Rozen Aso".

## Nội dung
Khoảng vài trăm năm trước, có một người tên là Rozen với mong muốn tạo ra một con búp bê hoàn thiện nên đã tạo ra bảy con búp bê và đưa vào chúng 1 viên đá, đó là Rosa Mystica vì vậy, chúng biết sử dụng phép thuật và hoạt động y như con người. Nhưng dù có tạo ra bảy con cũng không vừa ý ông, vì vậy ông đã biến mất, đi đến nơi không ai biết. Về sau, chúng trở thành 1 truyền thuyết búp bê được truyền bá khắp nơi trên mạng với tên gọi "Rozen Maiden". Các búp bê Rozen phải tìm 1 người làm trung gian truyền sức mạnh để có thể thực hiện bổn phận duy nhất của mình là "chiến đấu". đó được gọi là "Alice Game", ai lấy được tất cả rosa mystica của các Rozen còn lại sẽ là người chiến thắng, được trở thành "Alice" và được gặp cha (Rozen). Alice là 1 cô gái cao quý hơn mọi loài hoa, tinh khiết hơn mọi viên đá quý, 1 cô gái hoàn thiện. Vì vậy các búp bê luôn cố gắng đạt danh hiệu Alice để được gặp cha của mình, Rozen. Barasuishou là con búp bê thứ 8 do Enju - học trò của Rozen tạo ra để đánh bại những Rozen Maiden khác, nhưng cô đã bị phá hủy sau khi có các Rosa Mystica vì cô không được Rozen làm ra nên không hoàn thiện như 7 búp bê kia.

## Nhân vật

### Rozen Maiden theo thứ tự được tạo ra
"Rozen Maidens" là tên gọi của bộ sưu tập 7 búp bê được tạo ra bởi Rozen, một thợ làm búp bê tài năng, người mà các búp bê gọi là "Cha". Sức mạnh chủ yếu của các búp bê là từ một con người làm trung gian, người này sẽ đeo nhẫn của búp bê để làm bằng chứng cho mối liên hệ giữa họ. Mỗi búp bê có tính cách đặc trưng và tinh linh riêng của mình. (trừ Barasuishou vì do Enju tạo ra)

#### Suigintou
- Tên: Suigintou

Suigintou

- Seiyuu: Tanaka Rie, Noto Mamiko (Drama CD đầu tiên)
- Màu tóc: Bạch kim.
- Màu mắt: Tím.
- Tinh linh: Meimei (Tinh linh của Suigintou còn có nghĩa là bóng tối).
- Màu sắc: Đen
- Vũ khí: Lông vũ.
- Trung gian: Megu.
- Thích: Thắng trò chơi Alice.
- Ghét: Shinku, bị gọi là phế thải
- Tính cách: Suigintou vốn rất hiền lành và yêu quý mọi người (cha và Shinku), nhưng trở nên độc ác vì bị phản bội và đối xử bất công.
- Tiểu sử:

Suigintou là búp bê đầu tiên trong Rozen Maiden. Tính tình mỉa mai, kiêu ngạo (phần nhiều chỉ là do mặc cảm), Suigintou không từ thủ đoạn nào dù là độc ác nhất với mục đích giành chiến thắng trong trò chơi. Mặc dù gần như không có mối quan hệ nào với các chị em búp bê, Suigintou tỏ ra đặc biệt căm ghét Shinku. Tuy nhiên, sau khi gặp Megu, cá tính của Suigintou đã dần thay đổi, vì Megu là người đầu tiên mà cô cảm thấy có mối liên hệ giống với "Cha", và cô tìm thấy mục đích chiến đấu vì một điều khác chứ không phải chỉ là vị trí Alice – thiếu nữ hoàn hảo. Dần dần mong muốn chiến thắng trong trò chơi Alice của Suigintou đã bị thay thế bởi mong ước chiến đấu để bảo vệ Megu, cô muốn giành lấy tất cả Rosa Mystica của các chị em để chữa trị bệnh tim cho Megu. Tuy nhiên Suigintou đã thất bại vì nhận ra càng chiến đấu quá nhiều, cô càng làm cho Megu yếu đi.
Ban đầu ý chí sinh tồn của Suigintou mạnh đến nỗi cô có thể tự di chuyển mà không thực sự cần đến Rosa Mystica. Suigintou không chủ đích đi tìm Megu để có trung gian, mà Megu đã đến với cô khi Suigintou đang chuẩn bị tỉnh khỏi giấc ngủ. Suigintou là búp bê duy nhất cho đến nay bị đánh bại và hồi sinh 2 lần.
Suigintou có nhiều điểm đặc biệt hơn so với các Rozen Maiden khác. Trong anime cô bị mất một phần bụng; Shinku giải thích là do trước khi Suigintou được hoàn thành, "cha" đã biến mất. Trong anime Ouvertü re, Rozen thật ra đã bỏ lại 2 nửa thân thể của Suigintou trên bàn làm việc và không bao giờ hoàn thành cô, mặc dù trang phục thì đã đầy đủ, do đó có thể nói rằng ông ta không có ý định đặt Rosa Mystica vào Suigintou. Với tình cảm mạnh mẽ với Rozen, Suigintou đã đủ sức bò ra khỏi bàn và đi tìm ông. Sau đó Rozen đưa một mảnh Rosa Mystica cho Suigintou sau khi thân thể cô bị Souseiseki cắt làm hai nửa nhưng vẫn tồn tại dù đáng lẽ ra đã phải tan biến mất. Sau khi Suigintou bị Shinku đánh bại ở phần cuối anime mùa 1, cô được phục hồi nhưng không rõ ai là người đã sửa chữa cho Suigintou, song phần lớn khả năng đó là Rozen. Trong đoạn cuối Träumend, có thể nhìn thấy Rozen âu yếm sửa lại nơ cổ của Suigintou khi cô đang ngủ và ôm lấy cô, chứng tỏ rằng ông đã hoàn thiện lại Suigintou hoàn toàn.
Trong manga, mối quan hệ của Megu và Suigintou được khắc họa đậm nét hơn. Megu cũng là lý do để Suigintou bước vào thế giới song song để rồi chấp nhận hiệp lực với Shinku đánh bại Kirakishou. Sau đó cô, Shinku, Suiseiseki và Souseiseki bị nhốt lại trong kén pha lê của Kirakishou. Kanaria và Jun đại học đã phát hiện và giải cứu họ. Souseiseki khẳng định rằng chỉ có cô và Suiseiseki cùng nhau mới có thể giúp mọi thứ quay về như cũ, vì thế Suigintou miễn cưỡng buộc phải chấp nhận trả lại Rosa Mystica cho Souseiseki. Sau khi mọi việc đã trở lại bình thường, Jun cấp II xuất hiện với cơ thể thật của Shinku và Rosa Mystica của Hinaichigo. Khi nhìn thấy Rosa Mystica của Hinaichigo tự nguyện bảo vệ cơ thể Shinku, Suigintou bắt đầu nghi ngờ về cách thức để chiến thắng trò chơi Alice. Khi Souseiseki sẵn sàng trao lại Rosa Mystica của mình cho Suigintou, cô đã không nhận và khẳng định rằng sẽ lấy lại nó một khi đã tìm ra câu trả lời cho những suy nghĩ của mình.

#### Kanaria

Kanaria

- Tên: Kanaria (金糸雀 Kanaria?, Kim Ty Tước, Kanarienvogel, Canary Bird)
- Seiyuu: Shimura Yumi.
- Màu tóc: Xanh lam.
- Màu mắt: Xanh lơ.
- Tinh linh: Pizzicato (ピチカート Pichikato?). Pizzicato là một kĩ thuật chơi nhạc cụ trong đó người chơi dùng tay gẩy mạnh dây đàn, đây là cách Kanaria sử dụng cây Violin của mình khi chiến đấu trực diện.
- Màu sắc: Vàng
- Vũ khí: Đàn violin.
- Trung gian: Micchi.
- Thích: Rình mò chị em, ăn tamagoyaki.
- Ghét: Chim (vì luôn cướp tamagoyaki của cô khi còn chưa kịp ăn miếng nào).
- Ngày được tạo ra (Ngày sinh): 12/10.
- Tính cách: Thích soi mói người khác, hay tự sướng và chém gió, nhưng cũng rất yêu thương các búp bê còn lại và sẵn sàng chiến đấu để bảo vệ họ.
- Tiểu sử:

Rozen Maiden thứ 2, một búp bê vừa dễ thương vừa kì quặc, là "chiến lược gia" tự phong của 7 chị em búp bê Rozen Maiden. Cô thường tự gọi mình bằng ngôi thứ 3, luôn mồm nói về việc sẽ giành được Rosa Mystica của các chị em nhưng chẳng bao giờ thực hiện nổi. Cá tính vui vẻ, thích tự sướng và hơi kiêu căng của Kanaria là chủ đề cho rất nhiều tập phim hài hước. Tuy nhiên Kanaria lại có sức mạnh đáng nể với cây đàn violin phát ra những sóng âm hủy diệt. Tính cách của cô phù hợp nhất là với Hinaichigo, hai người vừa là bạn tốt vừa là đối thủ đáng gờm; cả hai thường ngồi cãi cọ nhau xem người trung gian của ai tốt hơn, xinh đẹp hơn. Trong manga, cô thường xuyên đến chơi nhà Jun hơn trong anime, đặc biệt là sau khi Hinaichigo bị Kirakishou bắt, thậm chí còn mời cả Mitsu đến để lấp đầy khoảng trống đau buồn mà Hinaichigo để lại.
Trong Rozen Maiden: Ouvertüre, các búp bê khác thường xuyên quên mất tên của Kanaria, tuy nhiên trong manga Hinaichigo thú nhận rằng thật ra cô chỉ đùa mà thôi.
Kanaria có thói quen kết thúc câu bằng "Kashira" (Nghĩa là "có lẽ thế"), giống như thói quen của Hinaichigo kết thúc câu bằng "Nano" (Nghĩa là "bởi vì"), hay Suiseiseki với "desu"
Trong manga phần 2, Kanaria ở lại với Jun Sakurada trong vùng N trong khi các búp bê khác gặp Jun Sakurada đại học ở thế giới song song. Khi hai Jun gặp nhau và Jun đại học quyết định quay trở về thế giới của mình giải cứu các Rozen Maiden, Kanaria đi theo anh. Gặp được các chị em đang bị nhốt trong kén băng của Kirakishou, cô sử dụng sức mạnh của cây đàn violin và giải cứu họ rồi lại đi tìm Jun cấp II và thấy cậu trong vùng N ngay khi Jun đã tìm thấy thân thể đã mất của Shinku. Họ đến kịp thời với Jun đại học để đưa Shinku trở lại bình thường.
Có thể nói Kanaria là người duy nhất có thể tạo áp lực lên Suigintou bằng cách đe dọa sẽ nói ra một bí mật gì đó. Theo như Souseiseki thì có lẽ vì Suigintou và Kanaria là 2 búp bê đầu tiên được tạo ra, nên họ có những ký ức mà các búp bê sau này không biết.

#### Suiseiseki

Suiseiseki

- Tên: Suiseiseki (翠星石 Suiseiseki?, Thúy Tinh Thạch, Jade Stern, Jade Star)
- Seiyuu: Kuwatani Natsuko, Mizuki Nana (Drama CD đầu tiên)
- Màu tóc: Nâu.
- Màu mắt: Đỏ / Xanh lục.
- Tinh linh: Sui Dream (スィドリーム Sui Dorimu?), trong anime còn gọi là Jade Dream trước khi Suiseiseki có người trung gian, sau đó mới gọi là Sui Dream. Tinh linh của Suiseiseki được đặt tên theo hãng nước hoa nổi tiếng, Anna Sui.
- Màu sắc: Xanh lá cây
- Vũ khí: Bình tưới cây.
- Trung gian: Jun Sakurada
- Thích: Chọc Hinaichigo.
- Ghét: Trò chơi Alice.
- Tính cách: Yêu thương mọi người, hiền lành nhưng cũng rất nóng tính, hay chơi đểu người khác (nạn nhân thường xuyên là Hinaichigo và Jun), có khả năng diễn kịch tốt.
- Tiểu sử:

Rozen Maiden thứ 3 và là chị sinh đôi của Souseiseki. Suiseiseki và Souseiseki đều được gọi chung là "người làm vườn" bởi sức mạnh gắn kết không chỉ với cây cối bình thường mà đặc biệt hơn, với những "cây tâm hồn" của loài người.
Dù thường xuyên bày tỏ thái độ với Jun, Suiseiseki thật ra rất quan tâm đến cậu và bày tỏ sự quan tâm ấy đằng sau những câu nói khó nghe. Nhìn chung, Sui quan tâm sâu sắc đến tất cả mọi người mà cô đã gặp, một cá tính tsundere điển hình. Trong Rozen Maiden Träumend, Suiseiseki nổi bật hơn hẳn các chị em khác ở chỗ đối với cô tình cảm giữa các chị em quan trọng hơn nhiều vị trí Alice. Cô là một trong số những búp bê phản đối trò chơi Alice, và không hề có ý định trở thành Alice nếu điều đó có nghĩa rằng cô phải giành giật Rosa Mystica với các chị em – đặc biệt là với Souseiseki. Suiseiseki với Jun đã nhiều lần cố gắng thuyết phục (nhưng không thành công) các Rozen Maiden khác rằng trò chơi Alice chỉ là một thứ vô nghĩa. Cô cũng nhiều lần thuyết phục cô em sinh đôi của mình như vậy.
Trong anime, ấn tượng đầu tiên về Suiseiseki khá khác biệt so với manga. Cô rất ngại ngùng và hay lo lắng, cũng như không hề có lòng tin vào loài người vì đã có một người bắt cóc mất Souseiseki. Shinku cũng có lần miêu tả Suiseiseki như là búp bê nhút nhát và dè dặt nhất trong số các Rozen Maiden. Cô có thói quen đặc biệt là kết thúc các câu nói bằng kính ngữ "desu", thể hiện sự lịch sự, lễ phép. Có thể nói thói quen này khiến cô trở thành một trong những nhân vật được nhớ đến nhất trong Rozen Maiden.
Suiseiseki luôn tránh phải tham gia vào trò chơi Alice, nhưng với sức mạnh của bình tưới nước cô có thể gọi cây cối mọc lên từ dưới đất và cho chúng phát triển theo ý của mình.
Trong Rozen Maiden Träumend, Jun trở thành người trung gian của cô (sau khi thất bại trong việc đi tìm người trung gian cho Suiseiseki). Cô cũng thể hiện đôi chút ghen tị vì Jun luôn luôn quan tâm đến Shinku. Điều này có nghĩa là Suiseiseki cũng rất quan tâm đến Jun.
Trong tập gần cuối của Rozen Maiden träumend, Suiseiseki cố gắng bảo vệ Kanaria khỏi các cột pha lê của Barasuishou, và thân thể cô bị hóa thành pha lê. Suiseiseki sau đó được Rozen đánh thức và trong tập cuối träumend cô ngồi xem chương trình "Thám tử Kun Kun" cùng với Nori và 2 búp bê Souseiseki và Hinaichigo khi đó đã mất hết ý thức.
Trong các chương mới nhất của manga, Suiseiseki quay trở lại với câu chuyện khi cô xuất hiện trong chiều không gian song song để gặp Shinku và Suigintou. Trong khi 2 búp bê kia cố gắng đánh bại Kirakishou bằng cách hủy diệt cơ thể không hoàn thiện của cô ta, Suiseiseki lại bảo vệ búp bê thứ 7 trước sự ngạc nhiên của mọi người. Sau đó, trong cuộc chiến tranh giành người trung gian là Jun đại học với Kirakishou, Shinku và Suigintou, Suiseiseki đã lợi dụng cơ hội để Jun tình cờ hôn chiếc nhẫn của cô khi bị ngã xuống sàn. Mọi chuyện sau đó trở nên rõ ràng rằng chiếc nhẫn không phải của Suiseiseki mà là của Souseiseki, và cơ thể Kirakishou đang sử dụng là của Souseiseki. Do Jun đã hôn nhẫn, tức đã có hợp đồng với Souseiseki nên Kirakishou không thể ở lại trong cơ thể đó và phải rút lui. Tuy nhiên, dù Souseiseki đã thoát khỏi sự kiểm soát của Kirakishou, Rosa Mystica của cô lại nằm trong tay Suigintou trong khi Suigintou nhất quyết không trả lại. Suiseiseki đưa Rosa Mystica của mình cho Souseiseki và giúp cô hồi sinh (vì 2 Rosa Mystica của 2 chị em là 2 mảnh ngọc sinh đôi nên có thể thực hiện điều này). Để trở lại thế giới cũ, Souseiseki thuyết phục Suigintou đưa lại Rosa Mystica cho mình để cô có thể cùng Suiseiseki dùng sức mạnh. Suigintou đồng ý, Suiseiseki được hồi sinh và vô cùng mừng rỡ vì thấy Souseiseki đã trở lại an toàn và khỏe mạnh.

#### Souseiseki

Souseiseki

- Tên: Souseiseki (蒼星石 Sōseiseki?, Thương Tinh Thạch, Lapis Lazuli Stern, Lapis Lazuli Star)
- Seiyuu: Morinaga Rika.
- Màu tóc: Nâu.
- Màu mắt: Xanh lục / Đỏ.
- Tinh linh: Lempicka (レンピカ Renpika?). Tinh linh của Souseiseki được đặt tên theo một loại nước hoa nổi tiếng, đó là Lolita Lempicka.
- Màu sắc: Xanh nước biển
- Vũ khí: Kéo tỉa cây.
- Trung gian: Motoharu Shibasaki (Anime) / Kazuha Yuibishi (Manga phần I) / Jun Sakurada (Manga phần II)
- Thích: công bằng, bảo vệ suiseiseki
- Ghét: nói dối, nhìn thấy chính mình trong gương, suiseiseki khóc
- Tính cách: Mạnh mẽ, tomboy và khá điềm tĩnh.
- Tiểu sử:

Búp bê thứ 4 trong bộ sưu tập Rozen Maiden và là em song sinh của Suiseiseki, Souseiseki khá giống Shinku ở miệng lưỡi sắc sảo; trong chiến đấu cô không khoan nhượng và cũng không dung thứ cho những hành động hèn hạ. Souseiseki cũng khá bướng bỉnh và cực kì trung thành với những chủ nhân của mình. Không chỉ vận quần áo như con trai mà cách xưng hô của Souseiski cũng là kiểu con trai, sử dụng đại từ nhân xưng "boku" thay vì các đại từ nhân xưng không phân biệt giới tính như "jibun" hay "watashi." Đây là một cá tính tomboy điển hình.
Trong manga, chủ nhân của Souseiseki lợi dụng sức mạnh của cô, bắt cô đi vào giấc mơ của người khác để trả thù cho người yêu của em trai, người mà ông ta nghĩ rằng đã cướp đi mất người em của mình. Do một mình Souseiseki không thể làm được việc này, cô phải chiến đấu với Suiseiseki để giành được bình tưới cây. Cuối cùng, cô nhận ra rằng thứ cần giải thoát chính là trái tim của chủ nhân mình và hi sinh bản thân để làm việc đó. Các búp bê khác rất bất ngờ trước hành động của Souseiseki, và Suigintou lợi dụng sự bối rối đó để giành lấy Rosa Mystica của Souseiseki, khiến cho Shinku và Suiseiseki vô cùng tức giận. Sau đó ít lâu, thân thể của Souseiseki đặt trong vali của cô biến mất sau khi Suiseiseki tình cờ nhặt được mũ của cô trong vùng N. Sự thật là Kirakishou đã lấy thân thể đó của cô làm của mình.
Trong anime, chủ nhân của Souseiseki là Motoharu Shibasaki một ông già coi cô như hình ảnh của đứa con trai đã chết, Kazuki. Người này không phải trung gian của Souseiseki vì ông ta chưa bao giờ đeo nhẫn hoa hồng. Trong anime, Souseiseki có vẻ mong muốn tham gia trò chơi Alice hơn là chị song sinh của mình, chủ yếu vì cô vô cùng coi trọng trách nhiệm. Trong OVA, cô xuất hiện trong một phân cảnh quá khứ khi đang giao chiến với Shinku và không ngần ngại tấn công của Suigintou khi đó vẫn chưa có sức mạnh như hiện nay. Trong Rozen Maiden Träumend, cô khá băn khoăn về cuộc sống điền viên an nhàn của mình và mặc dù phải để cho Suiseiseki thất vọng, cô vẫn tham gia vào trò chơi Alice sau khi nghe thấy Barasuishou nói rằng "Cha" đang vô cùng đau khổ vì không tìm thấy Alice. Cô chiến đấu với Suigintou nhưng bị đánh bại và giành mất Rosa Mystica.
Tuy 2 cốt truyện khác nhau nhưng Souseiseki vẫn là búp bê đầu tiên bị mất Rosa Mystica vào tay Suigintou. Tuy nhiên, cuối Rozen Maiden träumend có đoạn phim Laplace đang nhảy múa với 2 Rosae Mystica, một trong hai được tin rằng là của Souseiseki. Thêm nữa, sau khi Shinku được "Cha" gọi về, cô nói với Jun rằng việc Souseiseki và Hinaichigo bị mất Rosa Mystica là trách nhiệm của cô. Lý do có thể hiểu là 2 Rosa Mystica này đều do người trung gian của cô quản lý, tuy nhiên điều này lại chỉ đúng với trường hợp của Hinaichigo.
Sau khi cơ thể Souseiseki biến mất, cô có cuộc gặp lại chớp nhoáng với Suiseiseki. Souseiseki nói rằng cô không muốn tham gia trò chơi Alice nữa, vì cô không muốn "phải chống lại Suiseiseki mà em yêu quý". Sau đó Souseiseki biến mất trong mớ dây hoa hồng và một bông hồng trắng mọc trên mắt phải của cô. Dù là búp bê đầu tiên mất Rosa Mystica, Souseiseki là búp bê thứ hai thua cuộc trong trò chơi Alice. Trong các chương truyện gần đây nhất, mọi việc trở nên rõ ràng rằng trong khi Suigintou giữ Rosa Mystica của Souseiseki thì Kirakishou điều khiển thân thể cô. Do Jun đại học đã tình cờ hôn nhẫn của Souseiseki nên cô có thể hồi sinh như ý nguyện của Suiseiseki. Tuy nhiên Suigintou lại từ chối không trao trả Rosa Mystica cho Souseiseki, mặc dù đã bị Shinku lên tiếng buộc tội rằng cô đã giành lấy nó một cách không hay ho chút nào. it. Cuối cùng, Suiseiseki đưa Rosa Mystica vào cơ thể của Souseiseki để cô được hồi sinh. Souseiseki sau đó đã thuyết phục được Suigintou tạm thời trao trả Rosa Mystica cho mình để cùng Suiseiseki hợp sức lại và sắp xếp lại trật tự thế giới. Khi Souseiseki định trao lại Rosa Mystica như đã hứa, Suigintou thay đổi ý định, không nhận và bay đi mất. Suiseiseki vô cùng vui mừng vì em sinh đôi của mình đã quay trở lại. Trước khi quay về với thế giới của mình, Jun đại học quyết định trao quyền trung gian Souseiseki cho Jun cấp II, vì cả hai người chỉ là một.

#### Shinku

Shinku

- Tên: Shinku (真紅 Shinku?, Chân Hồng, Reiner Rubin, Pure Ruby)
- Seiyuu: Sawashiro Miyuki, Horie Yui (Drama CD đầu tiên)
- Màu tóc: Vàng, xoăn về phía đuôi.
- Màu mắt: Xanh dương.
- Tinh linh: Holie ( ホーリエ  Hōrie?). Hay còn gọi là Hollier trong bản dịch manga tiếng Anh.
- Màu sắc: Đỏ
- Vũ khí: cánh hoa hồng.
- Trung gian: Jun Sakurada
- Thích: Uống trà, xem phim thám tử Kun Kun.
- Ghét: Mèo và Alice Game.
- Tính cách: Thông minh, mạnh mẽ, yêu công bằng, yêu qúy mọi người nhưng không thể hiện ra, hơi cao ngạo.
- Tiểu sử: Là Rozen Maiden thứ 5 được tạo ra, cô được cho là búp bê mà Rozen thương yêu nhất, và cũng là Rozen Maiden mạnh nhất. Cô gặp được Jun khi Jun để một mảnh giấy kì lạ vào trong ngăn bàn như trong dòng ghi chú của tờ giấy.Shinku thường tát hay đá vào ống chân của Jun (mặc dù là búp bê nhưng trong anime, Shinku đánh Jun rất đau và luôn ôm chân nhảy dựng lên) nhưng cô thực ra rất yêu Jun. Shinku ít khi biểu lộ tâm trạng của mình (thường là cau có),nhưng có lúc tỏ ra rất nhu nhược và yếu đuối. Đến cuối phần một trong anime, cô để cho Jun chải tóc cho mình (có nghĩa là thổ lộ tình cảm của cô với Jun). Nhiều chi tiết rất cảm đọng xoay quanh cô và Jun, nhưng cuối cùng đều dẫn đến kết thúc có hậu.

#### Hinaichigo

Hinaichigo

- Tên: Hinaichigo (雛苺 Hinaichigo?, Kleine Beere, Small Berry)
- Seiyuu: Nogawa Sakura, Kaneda Tomoko (Drama CD đầu tiên)
- Màu tóc: Vàng.
- Màu mắt: Xanh lục.
- Tinh linh: Berrybell ( ベリーベル  Berīberu?)
- Màu sắc: Hồng
- Vũ khí: Dây dâu tây.
- Trung gian: lúc đầu là Tomoe
- Thích: Vẽ (xấu tệ), ăn bánh bột gạo nhân dâu, hamburger với trứng chiên.
- Ghét: Suiseiseki, trò chơi Alice
- Tính cách: Trẻ con, ngây thơ, suy nghĩ đơn giản, trong sáng, nghịch ngợm, nóng tính, vô tư, hơi ngốc, dễ dỗi trước khi tìm hiểu kĩ vấn đề và dễ bị gạt.
- Tiểu sử: Là Rozen Maiden thứ 6. Hinaichigo có tính tình trẻ con,đáng yêu nhưng lại là người yếu nhất trong 7 Rozen Maiden. Cô bị Shinku đánh bại ở tập thứ 2. Nhưng Shinku không lấy Roza Mystica của cô mà bắt cô phải làm người hầu cho mình. Từ đó, cô về nhà Jun sống và sử dụng năng lượng của Shinku (từ Jun).

Ở Rozen Maiden Träumend, khi trò chơi Alice đã bắt đầu. Hinaichigo không bị đánh bại nhưng vì đã bị Shinku đánh bại ở mùa đầu nên cô không thể tiếp tục và phải đưa Roza Mystica của mình cho Shinku. Trong anime Rozen Maiden: Zurückspulen cô bị búp bê thứ 7 - Kirakishou "ăn thịt" và cướp mất cơ thể ngay từ tập đầu.

#### Kirakishou
- Tên: Kirakishou (雪華綺晶 Kirakishō?,  Tuyết Hoa Ỷ Tinh, Schöner Schneeblüten Kristall, Sparkling Snowdrop Crystal)
- Seiyuu: Goto Saori
- Màu tóc: trắng
- Màu mắt: vàng
- Tinh linh: Rosary ( ルちリエ  Rusari?)
- Màu sắc: Trắng
- Vũ khí: tinh thể tuyết
- Trung gian: Odille Fosset
- Tính cách: Lập dị, đôi lúc hơi điên và kì quái, làm những việc không ai hiểu gì, "hơi" ác.
- Tiểu sử: Kirakishou là Rozen Maiden thứ 7. Trong manga, cô sinh ra không có cơ thể như các búp bê khác. Trong anime Rozen Maiden: Träumend, cô chỉ xuất hiện vài giây gần cuối tập của tập cuối cùng với Laplace và 2 mảnh Rosa Mystica được cho là của Hinaichigo và Souseiseki. Trong anime Rozen Maiden: Zurückspulen, Kirakishou xuất hiện ngay từ tập 1. Cô vì muốn có 1 cơ thể hoàn mĩ mà không từ thủ đoạn. Cô đã "nuốt chửng" Hinaichigo với mục đích biến nó thành cơ thể của mình, nhưng sau đó đã chuyển mục tiêu sang Souseiseki. Sau đó, nhờ Jun đại học ghép các bộ phận búp bê lại mà cô đã giành được cơ thể của Souseiseki. Cô còn cố gắng ép Jun đại học hôn lên chiếc nhẫn giao ước trung gian của mình. Cuối cùng, cô bị ép ra khỏi cơ thể của Souseiseki vì Jun đại học đã vô tình hôn vào chiếc nhẫn của Souseiseki. Kirakishou đã không duy trì được cơ thể vì mất quá nhiều năng lượng. Trong một cảnh, cô xuất hiện khi đang lê lết trên mặt của lớp tinh thể. Cuối anime, Kirakishou dùng dây thường xuân bắt một con búp bê bình thường trong phòng của Jun đại học. Cô định dùng nó để hủy diệt những búp bê còn lại, và cô có thành công hay không? Anime Rozen Maiden: Zurückspulen kết thúc trong trăm mối bí ẩn chưa được lý giải.

#### Barasuishou

Barasuishou

- Tên: Barasuishou (薔薇水晶 Barasuishō?, Tường Vi Thủy Tinh, Rosenkristall, Rose Crystal)
- Seiyuu: Goto Saori.
- Màu tóc: bạch kim.
- Màu mắt: vàng.
- Tinh linh: Không có
- Màu sắc: Tím
- Vũ khí: đá thủy tinh
- Trung gian: Không có
- Tính cách: Điềm tĩnh đến mức đáng sợ, trung thành với cha mình, thủ đoạn và hiểm độc.
- Tiểu sử: Đây là nhân vật chỉ có trong anime Rozen Maiden: Träumend. Barasuishou tự giới thiệu mình là búp bê Rozen Maiden thứ 7, là búp bê tỉnh giấc cuối cùng, nên các búp bê còn lại đều không biết đến Barasuishou. Cô tìm mọi cách để Alice Game lại được bắt đầu và chiến đấu một cách mù quáng. Tuy Barasuishou xuất hiện trong anime với tư cách là con búp bê thứ 7 nhưng thực ra là không phải vậy. Đây chỉ là một sản phẩm sao chép được học trò của Rozen - Enju tạo ra với mục đích đánh bại các Rozen Maiden thực sự và giành lấy tất cả Rosa Mystica. Mặc dù rất mạnh nhưng Barasuishou lại là một con búp bê chưa được hoàn chỉnh. Cô được Enju tạo ra bằng cách sao chép Kirakishou. Nhưng dù vậy, cô vẫn khác rất nhiều so với Kirakishou. Từ việc Kirakishou vốn không có cơ thể và chỉ là một linh hồn cho đến việc Kirakishou có một đóa hoa tường vi mọc ra ở mắt trái, còn mắt trái của cô chỉ là một miếng bịt mắt giả có đính hoa. Cuối anime, cơ thể cô vỡ ra vì không thể chịu được áp lực năng lượng từ Rosa Mystica.

### Nhân vật khác

#### Jun
- Tên: Jun Sakurada (桜田 ジュン Sakurada Jun?)
- Seiyuu: Sanada Asami, Kobayashi Sanae (Drama CD đầu tiên)
- Tiểu sử:Là một học sinh trung học nhưng cậu lại không muốn đến trường vì gặp rắc rối trong việc hoà nhập với bạn bè. Vì thế cậu thường giam mình trong phòng, sống với thế giới riêng của mình, xa cách và lạnh lùng với những người xung quanh, ngay cả với chị gái Nori của cậu. Jun dành nhiều thời gian để ngồi trước cái máy tính và mua hàng Internet.

Khi Shinku xuất hiện, Jun đã thay đổi rất nhiều và ở tập cuối của mùa một, cậu đã đi dạo đối mặt với những người bạn hồi đó và nói chuyện với Tomoe. Cậu cũng có tình cảm với Shinku nhưng cậu ít khi nào biểu lộ tình cảm của mình cho cô (có khi nổi lên cơn khùng và nói rằng biến mất khỏi cuộc sống của cậu)

#### Nori
- Tên: Nori Sakurada
- Seiyuu: Rikimaru Noriko, Hisakawa Ayaka (Drama CD đầu tiên)
- Tiểu sử: Nori là chị gái của Jun, là người chăm sóc Jun trong thời gian bố mẹ họ đi công tác. Cô luôn tìm cách để Jun thoát khỏi những ám ảnh của cuộc sống bên ngoài.

#### Tomoe
- Tên: Tomoe Kashiwaba
- Seiyuu: Kurata Masayo, Kawasumi Ayako (Drama CD đầu tiên)
- Tiểu sử: Là một học sinh có tiếng trong trường của Jun. Cô khá trầm lặng và tốt bụng. Tomoe từng là người trung gian của Hina Ichigo.Cô hay giúp đỡ Jun trong học tập cũng như tìm tài liệu trong thư viện trường.

#### Megu
- Tên: Megu Kakizaki
- Tiểu sử: Là một cô bé mắc bệnh tim và là trung gian của Suigintou. Cô thường gọi Suigintou là thiên thần và nghĩ rằng cô đến để giải thoát cho mình khỏi cuộc sống.

#### Mitsu
- Tên: Mitsu (Micchan)
- Tính cách: Trẻ con, yêu búp bê (điển hình nhất là Kanaria)
- Tiểu sử:Là một người lớn rồi mà vẫn thích chơi búp bê. Mitsu là người trung gian của Kanaria. Cô thích may những bộ quần áo cho các búp bê rozen.

#### Thám tử Kun Kun
- Tên: Kun Kun
- Tiểu sử: Là 1 nhân vật rối đóng vai thám tử trên chương trình TV mà Shinku và các chị em khác rất yêu thích. Shinku thích đến nỗi đã có cả tạp chí và rất nhiều đồ vật mang hình Kun Kun. Shinku đã từng đóng giả làm thám tử bắt chước Kun Kun để tìm dấu vết của Kanaria khi cô đột nhập nhà của Jun.

#### Laplace Noman
- Tên: Lalace Noman

Tiểu sử: Là một con thỏ hay giúp đỡ các Rozen Maiden. Lalace Noman là một kẻ rất bí ẩn kì lạ, thường cho mình là trọng tài của Alice game.

#### Enju
- Tên: Enju
- Tiểu sử: Là học trò của Rozen. Luôn đố kị với thầy mình, vì thế anh đã tạo ra Barasuishou để tiêu diệt các Rozen Maiden. Vì chỉ là phiên bản sao chép của Kirakishou nên Barasuishou không thể hoàn hảo như các Rozen Maiden thật sự nên đã vỡ tung khi có tất cả rosa mystica.

#### Rozen
- Tên: Rozen
- Tiểu sử: Là người thợ làm ra những con búp bê tinh xảo chứa đựng phép thuật, những con búp bê đó được gọi là Rozen Maiden.

## Bài hát trong anime
-Seishoujo ryouiki
-Hikari No Rasenritsu
-kinjirareta Asobi
-Toumei Shelter
-Okubyousha